# Aindrita Ray
Aindrita Ray (Udaipur, 4 de abril de 1985) es una actriz india que actúa principalmente en películas en kannada. Debutó como actriz en 2007, protagonizando Meravanige, y a continuación apareció en varias películas de éxito comercial, estableciéndose como una de las principales actrices contemporáneas del cine kannada. Es más conocida por su interpretación aclamada por la crítica como Devika, una chica con problemas mentales, en Manasaare.

## Trayectoria
Ray estudió en la Baldwin Girls High School de Bangalore. Más tarde, ingresó en el B. R. Ambedkar Dental College de Bangalore para cursar una licenciatura en odontología. Mientras estudiaba, hizo de modelo a tiempo parcial, apareciendo en anuncios de televisión, lo que le allanó el camino para entrar en la industria del cine. Empezó a actuar en películas en kannada y, de vez en cuando, en películas amateur y de corta duración.

## Carrera como actriz

### Debut y avance (2008)
Aindrita Ray se formó con el coreógrafo de moda M. S. Sreedhar. También se la vio en una canción de la película kannada de 2006 Jackpot, protagonizada por Harsha y Dhyaan. Aindrita Ray comenzó su carrera como actriz en la película de 2008 Meravanige, interpretando a Nandini, el interés amoroso del actor principal, interpretado por Prajwal Devaraj. La película tuvo un éxito moderado en la taquilla, y Rediff.com alabó su actuación y su capacidad de baile. Más tarde, ese mismo año, hizo un cameo en Mast Majaa Madi, que contaba con un elenco de actores.

### Éxito inicial y reconocimientos (2009–10)
En 2009, Ray apareció en Vaayuputra, una película de acción, junto al debutante Chiranjeevi Sarja. A esto le siguió una breve aparición en la exitosa película Love Guru, dirigida por Prashant Raj. Sin embargo, su mayor oportunidad la consiguió en la película Junglee y, a continuación, la película de punto de inflexión fue Manasaare por su papel de chica con problemas mentales, aclamado por la crítica. Recibió muchos premios y galardones por su papel, entre ellos el Premio Suvarna a la Mejor Actriz y una nominación a los Premios Filmfare. Le siguió Junglee, del director Suri, que tuvo un éxito moderado.
n 2010, protagonizó cinco películas. Veera Parampare fue la única película de éxito entre Nooru Janmaku, Nannavanu, Januma Janumadallu y un cine paralelo de Bollywood, A Flat. Fue nominada por Filmfare en la categoría de Mejor Actriz por Veera Parampare.

### Trabajos recientes
Tras una serie de fracasos, Ray fue elegida para un papel secundario en la película de Puneeth Rajkumar Paramathma. Fue muy aclamada por la crítica por su obsesivo papel. La crítica también se fijó en ella en Dhool. Las otras películas, Manasina Maathu y Kaanchana, sin embargo, fueron un fracaso.
En 2012, protagonizó Parijatha, junto a Diganth, que tuvo un éxito moderado. Sus otras películas son Tony, con Srinagar Kitty como protagonista, y Rajani Kantha, con Duniya Vijay.
En 2014, debutó en el cine bengalí con Bachchan, frente a Jeet y dirigida por Raja Chanda, que por cierto era un remake de la película kannada Vishnuvardhana.
En 2017, Ray apareció en la película bengalí de Raja Chanda Amar Aponjon, junto a Soham Chakraborty, Priyanka Sarkar y Subhashree Ganguly
En 2021, aparece en el largometraje hindi Bhavai, de Hardik Gajjar, junto a Pratik Gandhi, que se estrenará en los cines el 1 de octubre.

## Vida personal
Aindrita se casó con el actor Diganth Manchale el 12 de diciembre de 2018, tras de 10 años de noviazgo.

## Filmografía
| Año  | Película                            | Función     | Lengua  | Notas                                                                    |
| ---- | ----------------------------------- | ----------- | ------- | ------------------------------------------------------------------------ |
| 2008 | Meravanige                          | Nandini     | Kannada |                                                                          |
| 2008 | #Palo Maja Maadi                    | Ella        | Kannada | Aspecto especial                                                         |
| 2009 | Junglee                             | Padma       | Kannada |                                                                          |
| 2009 | Vayuputra                           | Divya       | Kannada |                                                                          |
| 2009 | Gurú de amor                        | Ella        | Kannada | Aspecto especial                                                         |
| 2009 | Manasaare                           | Devika      | Kannada |                                                                          |
| 2010 | Nooru Janmaku                       | Drushti     | Kannada |                                                                          |
| 2010 | Nannavanu                           | Sanjana     | Kannada |                                                                          |
| 2010 | Veera Parampare                     | Pooja       | Kannada |                                                                          |
| 2010 | Un Piso                             | Karan Mujer | Hindi   | Uncredited Función                                                       |
| 2011 | Manasina Maathu                     | Sahana      | Kannada |                                                                          |
| 2011 | Dhool                               | Priya       | Kannada |                                                                          |
| 2011 | Paramathma                          | Saanvi      | Kannada |                                                                          |
| 2012 | Parijatha                           | Chandrika   | Kannada |                                                                          |
| 2012 | Prem Adda                           | Ella        | Kannada | Aparición especial en canción Basanthi                                   |
| 2013 | Rajani Kantha                       | Priya       | Kannada |                                                                          |
| 2013 | Ziddi                               | Sahana      | Kannada |                                                                          |
| 2013 | Kaddipudi                           | Daisy       | Kannada | Cameo El aspecto que incluye la aparición en la canción Soundarya Samara |
| 2013 | Tony                                | Pammi       | Kannada |                                                                          |
| 2013 | Bhajarangi                          | Geetha      | Kannada |                                                                          |
| 2014 | Athi Aparoopa                       | Aparna      | Kannada |                                                                          |
| 2014 | Bachchan                            | Priya       | Bengali | Bengali Debut                                                            |
| 2015 | Agudo Shooter                       | Ella        | Kannada | Aparición especial en canción Kuntebille                                 |
| 2016 | Mungaru Macho 2                     | Shreya      | Kannada |                                                                          |
| 2016 | John Jani Janardhan                 | Ella        | Kannada | Aparición especial en canción Preetiya Paarivala                         |
| 2016 | Niruttara                           | Shravya     | Kannada |                                                                          |
| 2017 | Chowka                              | Pushpa      | Kannada |                                                                          |
| 2017 | Melkote Manja                       | Parvathi    | Kannada |                                                                          |
| 2017 | Amar Aponjon                        | Sayoni      | Bengali |                                                                          |
| 2018 | Raambo 2                            | Ella        | Kannada | Aparición especial en la canción "Dumm Maaro Dumm"                       |
| 2019 | Principal Zaroor Aaunga             | Lisa        | Hindi   | Bollywood Debut.                                                         |
| 2021 | Bhavai                              | Rani        | Hindi   | [ 10 ] [ 11 ]                                                            |
| 2021 | Premam Poojyam                      | Joyitha     | Kannada | [ 12 ]                                                                   |
| 2022 | Kshamisi Nimma Katheyalli Hanavilla | Padmavathi  | Kannada | [ 13 ]                                                                   |
| 2022 | Garuda                              | Anu         | Kannada | [ 14 ]                                                                   |
| 2022 | Thimayya & Thimayya                 |             | Kannada | Filmación                                                                |

## Series web
| Año  | Título                      | Función         | Plataforma | Ref.   |
| ---- | --------------------------- | --------------- | ---------- | ------ |
| 2020 | <i id="mwAaM">El Casino</i> | Camilla Khurana | Zee5       | [ 16 ] |
| 2021 | Sanak - Ek Junoon           | Ragini          | MX Jugador | [ 17 ] |

## Vídeos musicales
| Año  | Canción | Cantante       | Notas |
| ---- | ------- | -------------- | ----- |
| 2021 | 3 Peg   | Chandan Shetty |       |

## Premios
| Película        | Premio                       | Categoría               | Resultado |
| --------------- | ---------------------------- | ----------------------- | --------- |
| Manasaare       | 2011 AKKA Premios            | Mejor actriz            | Ganadora  |
| Manasaare       | Suvarna Premios de película  | Mejor actriz            | Ganadora  |
| Manasaare       | Premios de Alcance del sur   | Mejor actriz Kannada    | Ganadora  |
| Manasaare       | 57.º Filmfare Premios Al sur | Actriz mejor @– Kannada | Nominada  |
| Veera Parampare | 58.º Filmfare Premios Al sur | Actriz mejor @– Kannada | Nominada  |
| Veera Parampare | Suvarna Premios de película  | Mejor actriz            | Nominada  |
| Paramathma      | 59.º Filmfare Premios Al sur | Mejor actriz secundaria | Nominada  |
| Paramathma      | 1.º SIIMA Premios            | Mejor Actriz secundaria | Ganadora  |
| Bhajarangi      | 3.º SIIMA Premios            | Mejor Actriz            | Ganadora  |
| Bhajarangi      | 61.º Filmfare Premios Al sur | Mejor Actriz Kannada    | Nominada  |
| Niruttara       | 64.º Filmfare Premios Al sur | Mejor actriz secundaria | Nominada  |